# Mukuka Mulenga
Mukuka Mulenga (Kitwe, 6 luglio 1993) è un calciatore zambiano, centrocampista svincolato.

## Carriera
Ha fatto parte della nazionale zambiana alla Coppa delle nazioni africane 2013 che si è tenuta in Sudafrica.